# El Viejo
El Viejo est une ville du Nicaragua, située dans la région du Chinandega.
Sa population était de 39 178 habitants en 2015.
On y trouve la basilique de l’Immaculée-Conception-de-Marie, que l’Église catholique reconnaît comme basilique mineure et comme sanctuaire national, et qui abrite une statue de la Vierge reconnue comme patronne du Nicaragua.

## Jumelage
Norwich (Royaume-Uni)